# Who's Zoomin' Who?
Who's Zoomin' Who? è un album della cantante soul statunitense Aretha Franklin, registrato nel 1985 per la Arista Records e arriva in sesta posizione in Nuova Zelanda e in ottava in Svezia.
Suona Walter Afanasieff, noto per le collaborazioni con Mariah Carey, Teena Marie, Sheena Easton, Patti LaBelle, Loredana Bertè, Zucchero Fornaciari, Michael Bolton, Natalie Cole, Whitney Houston, Céline Dion, Dusty Springfield, Gary Barlow, Barbra Streisand, Tina Arena, Paul Anka, Ricky Martin, Lionel Richie, Lara Fabian, Josh Groban, Mika.

## Tracce
1. Freeway of Love (Cohen/Narada Michael Walden) - 5:52
2. Another Night (Cantarelli/Freeland) - 4:31
3. Sweet Bitter Love (Van McCoy) - 5:11
4. Who's Zoomin' Who? (brano musicale) (Franklin/Glass/Walden) - 4:44
5. Sisters Are Doin' It for Themselves con gli Eurythmics) (Lennox/Stewart) - 5:52
6. Until You Say You Love Me (Glass/Walden) - 4:54
7. Ain't Nobody Ever Loved You (Cohen/Walden) - 5:35
8. Push (Duet with Peter Wolf) (Cohen/Walden) - 4:53
9. Integrity (Franklin) - 5:36